# Johan Eric Larsson

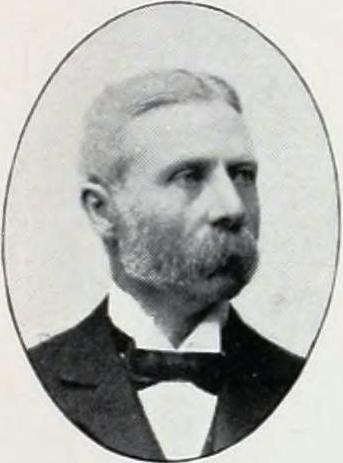
J.E. Larsson

Johan Eric Larsson, J.E. Larsson, född 12 januari 1843 i Hallsjö, Huddunge socken, Västmanlands län, död 6 september 1912 i Söderhamn, var en svensk industriman. Han var bror till Maria Larsson.
Larsson blev bokhållare vid Molnebo järnbruk 1859, vid Gideå bruk 1863, vid Husums sågverk 1873 och vid Sandarne AB i Sandarne 1875, disponent för samma bolag från 1891 och styrelseledamot från 1898. Han var ledamot i centralstyrelsen för Helsinglands Enskilda Bank i Söderhamn från 1902. Han var vice ordförande i stadsfullmäktige från 1907.
Johan Eric Larsson var son till rusthållaren Lars Olsson och Stina Larsdotter samt sonson till riksdagsmannen och häradsdomaren Olof Hansson (1792–1846), alla i Hallsjö, Huddunge socken i Uppland. Han begravdes på Söderhamns kyrkogård.